# Ролстон (Небраска)
Ролстон (англ. Ralston) — місто (англ. city) в США, в окрузі Дуглас штату Небраска. Населення — 6494 особи (2020).

## Географія
Ролстон розташований за координатами 41°12′0″ пн. ш. 96°2′16″ зх. д. / 41.20000° пн. ш. 96.03778° зх. д. (41.200010, -96.037825).  За даними Бюро перепису населення США в 2010 році місто мало площу 4,27 км², з яких 4,26 км² — суходіл та 0,01 км² — водойми.

## Демографія
Згідно з переписом 2010 року, у місті мешкали 5943 особи в 2581 домогосподарстві у складі 1560 родин. Густота населення становила 1392 особи/км².  Було 2711 помешкання (635/км²).
Расовий склад населення:
| - 89,7 % — білих - 2,6 % — чорних або афроамериканців - 0,8 % — азіатів - 0,4 % — корінних американців - 4,6 % — осіб інших рас |

До двох чи більше рас належало 1,9 %. Частка іспаномовних становила 10,0 % від усіх жителів.
За віковим діапазоном населення розподілялося таким чином: 22,2 % — особи молодші 18 років, 61,5 % — особи у віці 18—64 років, 16,3 % — особи у віці 65 років та старші. Медіана віку мешканця становила 40,0 року. На 100 осіб жіночої статі у місті припадало 96,5 чоловіків;  на 100 жінок у віці від 18 років та старших — 90,0 чоловіків також старших 18 років.
Середній дохід на одне домашнє господарство  становив 65 318 доларів США (медіана — 53 810), а середній дохід на одну сім'ю — 77 956 доларів (медіана — 66 875). Медіана доходів становила 38 395 доларів для чоловіків та 41 462 долари для жінок. За межею бідності перебувало 5,9 % осіб, у тому числі 6,1 % дітей у віці до 18 років та 4,8 % осіб у віці 65 років та старших.
Цивільне працевлаштоване населення становило 3699 осіб. Основні галузі зайнятості: мистецтво, розваги та відпочинок — 17,7 %, освіта, охорона здоров'я та соціальна допомога — 16,2 %, науковці, спеціалісти, менеджери — 14,5 %.